# لوکاس شنلر
لوکاس شنلر (انگلیسی: Lukas Schneller؛ زادهٔ ۲۶ اکتبر ۲۰۰۱) بازیکن فوتبال اهل آلمان است.